# Nylands mekaniske verksted

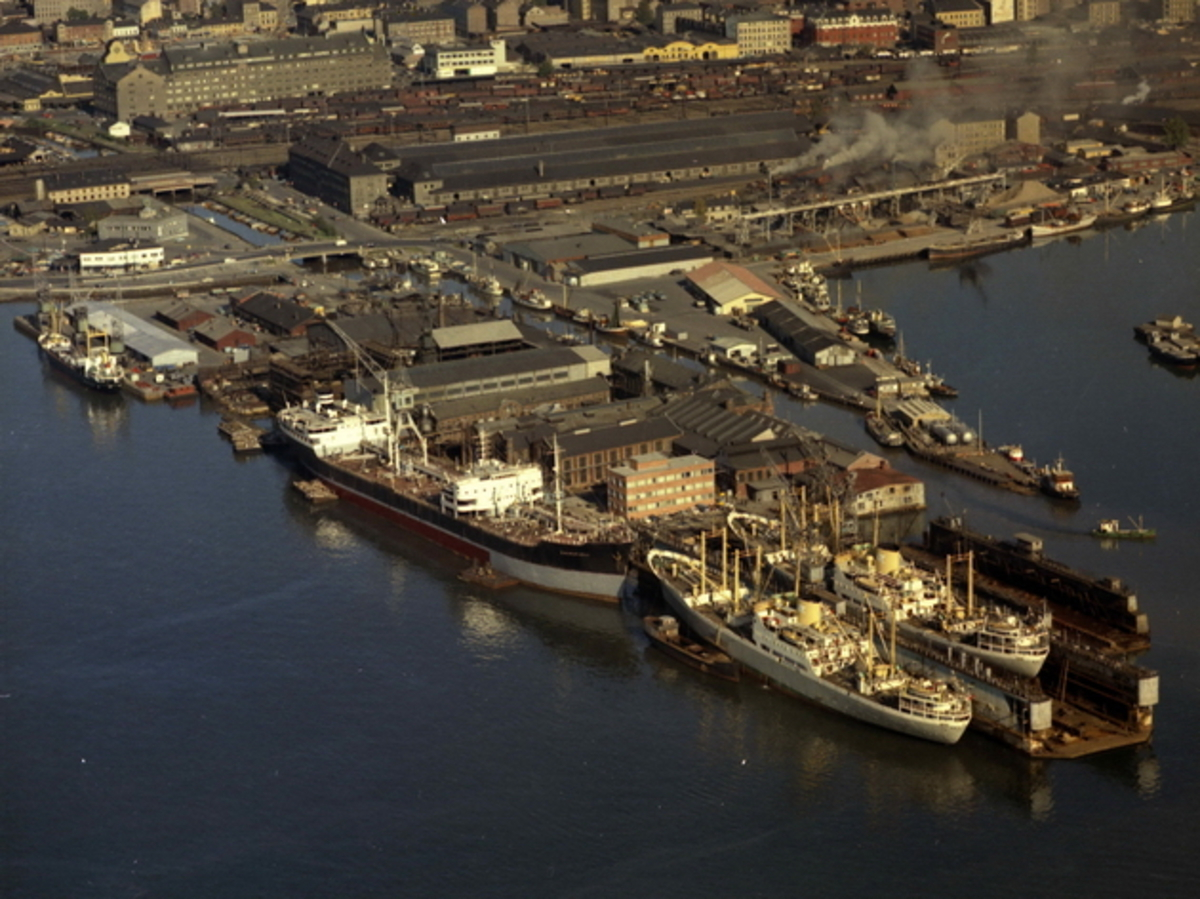
Nylands mekaniske verksted 1961

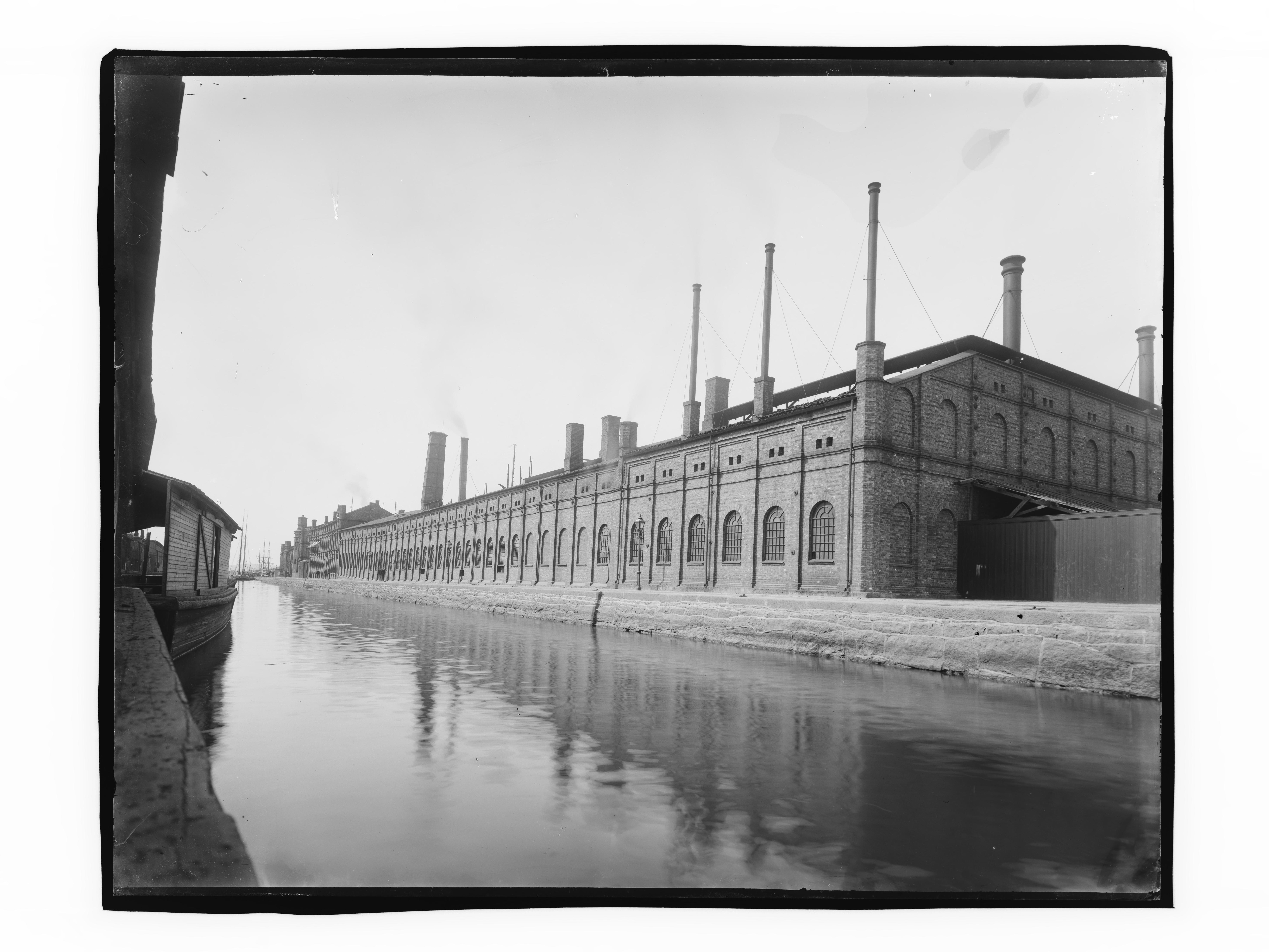
Nylands mekaniske verksted vid slutet av 1800-tallet

Nylands mekaniske verksted grundades 1855 av Jacob Smith Jarmann och Prosper Nørbech. 
År 1857 flyttade verksamheten till mynningen av Akerselva i Bjørvika, där det uppfördes en stor fabriksbyggnad längst ut på västra alvmynningen. Där drevs verksamhet fram till 1971. Nylands mekaniske verksted och Akers mekaniske verksted byggde fram till början av 1870-talet omkring hälften var av den norska flottan av ångare, omkring 50 tillsammans. Nylands mekaniske verksted var omkring 1900 Norges största varv med fler än 1.000 anställda. Företaget köptes av Akergruppen 1956 och slogs senare samman med Akers mekaniske verksted. Fram till köpet hade Nylands byggt fler än 350 fartyg, varav närmare 100 valbåtar och 50 passagerarfartyg. 
Varvet i Björvika lades ned 1971. Operahuset i Oslo byggdes senare på Nylands tomt och öppnade 2008. 

## Byggda fartyg i urval
- S/S Engebret Soot för Fredrikshalds saugbrugsforening i Halden, 1861, nybyggnadsnummer 2
- S/S Hansteen för Norges geografiske oppmåling i Trondheim, 1866, nybyggnadsnummer 11
- S/S Turisten för Fredrikshalds-Vasdragets Dambskibsselskab i Halden, 1887, nybyggnadsnummer 65
- S/S Fredrikshald 1 för Fredrikshald Dampskibsselskap i Fredrikshald, 1890, nybyggnadsnummer
- D/S Kong Ring for Det Søndenfjelds-Norske Dampskibsselskab, 1929, nybyggnadsnummer 292
- M/S Sandnes för Sandnæs Dampskibs-Aktieselskab i Sandnes, 1950, nybyggnadsnummer 374

## Fotogalleri

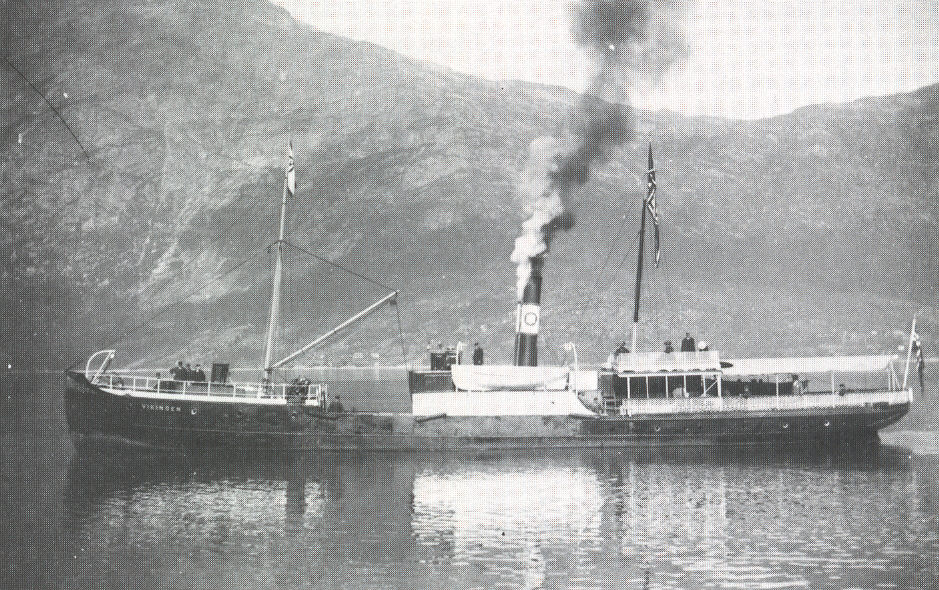
S/S Vikingen, 1865
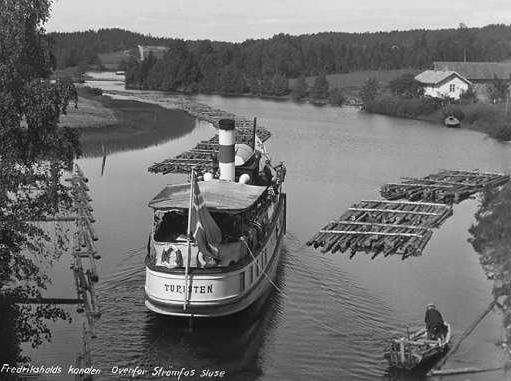
S/S Turisten, 1887
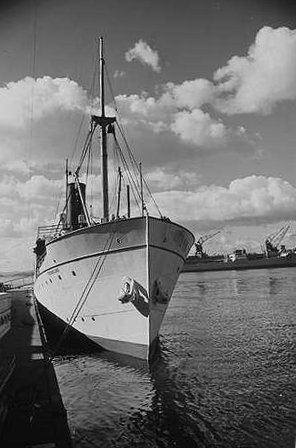
S/S Tromøsund, 1928
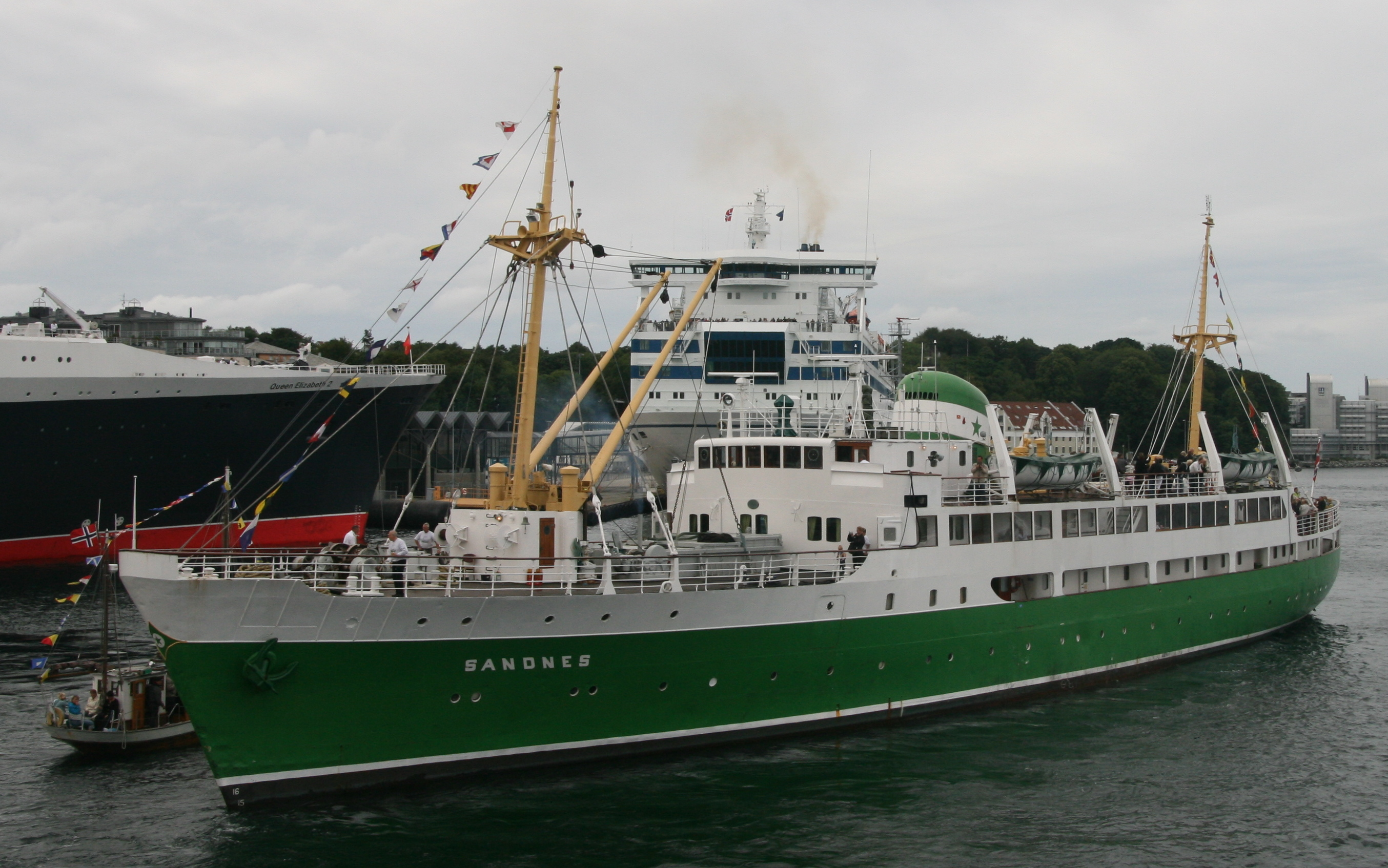
M/S Sandnes, 1950